# McDonnell XF-88
O McDonnell XF-88 foi um avião experimental tipo caça de escolta de longo alcance idealizado no final da década de 1940, possuía asas enflechadas, foi desenvolvido para a Força Aérea dos Estados Unidos. Contudo ele nunca entrou em serviço, seu design foi aproveitado e adaptado no modelo seguinte o caça supersônico McDonnell F-101 Voodoo.

## Design e desenvolvimento
O projeto do XF-88 partiu de um requerimento das Forças Aéreas do Exército dos Estados Unidos para uma aeronave de caça de longo alcance e penetração para a escolta de bombardeiros até aos alvos designados. Ele foi uma substituição com motor turbojato para o obsoleto North American P-51 Mustang do tempo da Segunda Guerra Mundial, que havia feito a escolta dos bombardeiros Boeing B-17 Flying Fortress sobre a Alemanha Nazista. Ele deveria ter um raio de combate de 1 450 km (901 mi) e alta performance. A McDonnell iniciou os trabalhos na nova aeronave, denominada Modelo 36 em 1 de abril de 1946. Em junho a companhia obteve a permissão e contrato para dois protótipos designados como XP-88, Dave Lewis foi o chefe de aerodinâmica do projeto.
O design inicial teve intenção de fazer uma aeronave com asas retas e um leme vertical em forma de "V", mas os testes no túnel de vento evidenciaram problemas aerodinâmicos que levaram os projetistas a adotarem um leme vertical normal e asas enflechadas. A USAAF confirmou a encomenda dos dois protótipos em 14 de fevereiro de 1947, com mudanças no seu regime de designações tendo os protótipos não voados recebendo a re-denominação de XF-88 em 1 de julho de 1948, com o tipo recebendo o apelido de "Voodoo".
O Voodoo teve uma asa média-baixa com enflechamento com ângulo de 35°, os dois motores especificados foram os turbojatos Westinghouse J34 que foram instalados no final da fuselagem na parte de baixo, tendo entradas de ar na junção da asa com o corpo da aeronave e o escapamento dos exaustores próximos da cauda. Com isto a fuselagem ficaria alongada para a instalação dos tanques de combustível de longo alcance. Os Voodoo's possuíam o nariz curto sem radar, para que fosse feita a instalação de armamentos, onde foram instalados seis canhões de 20 mm (0,787 in) M39, o cockpit possuía assento ejetável único e pressurização.

## Operadores
- Estados Unidos
  - Força Aérea dos Estados Unidos

## Variantes
- XF-88 - primeiro protótipo, com motores turbojato Westinghouse J34-13 de 3 000 lbf (1 360 kgf), desarmado.[nota 4]
- XF-88A - segundo protótipo equipado com motor WH-J34-22 e primitivos pós-combustores. Depois equipado com armamentos. Primeiro protótipo também modificado do seu padrão.[nota 9]
- XF-88B - modificação do primeiro protótipo com a instalação no nariz de um motor turboélice Allison XT38, e mantendo os seus turbojatos. Fez o seu primeiro voo em 14 de abril de 1956 (68 anos).[nota 9]

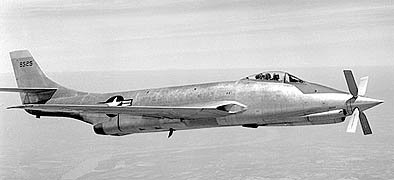
Teste de voo do protótipo XF-88B híbrido com dois motores turbojato e um turboélice.
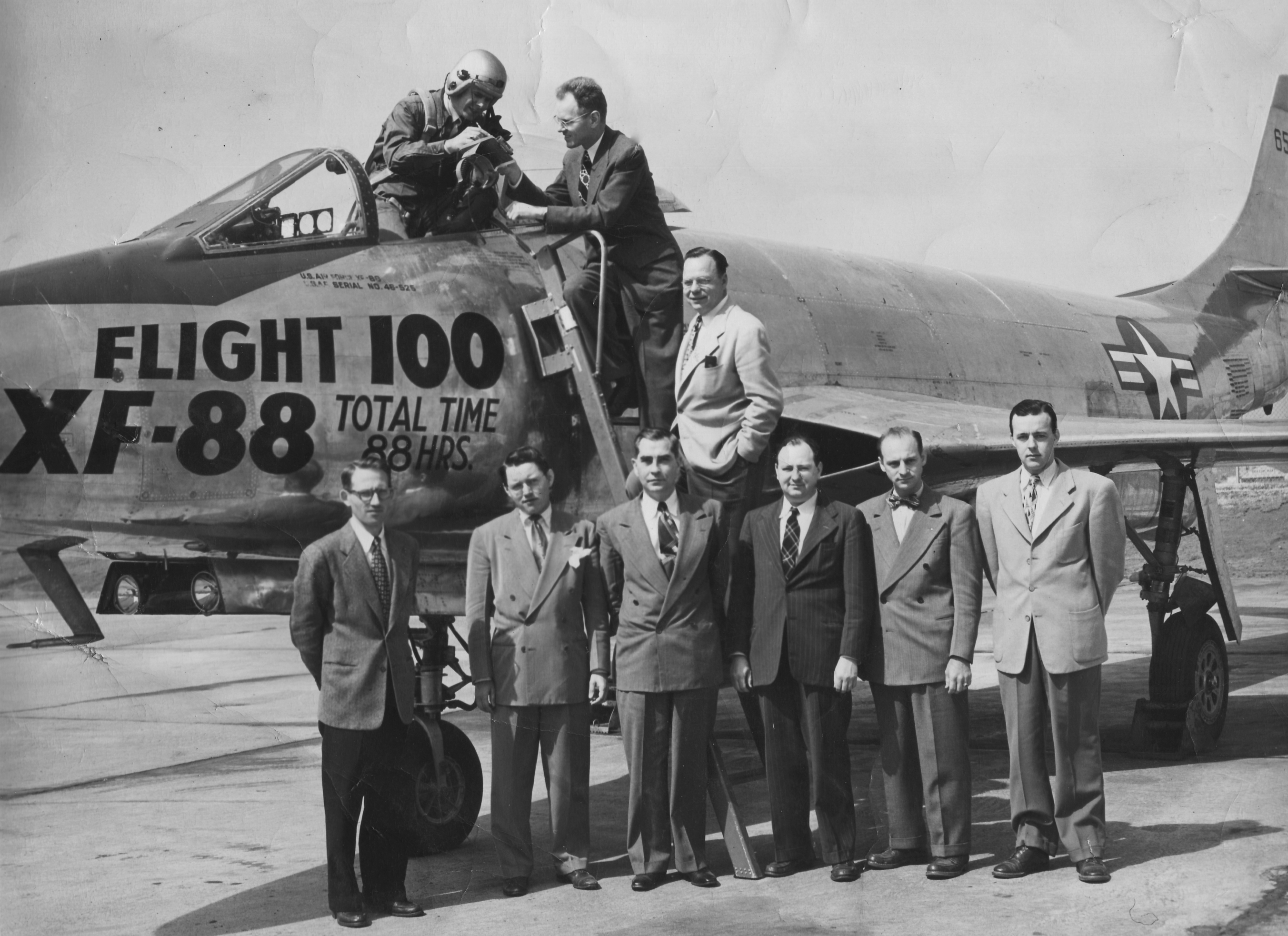
O time de engenheiros posam para foto antes do voo de número 100 do modelo XF-88, na extrema direita está o engenheiro chefe Dave Lewis.